# Lufor
LUFOR, akronym för Luftförsvarsorientering, Luftlägesorientering, var ett äldre system från mitten av 1950-talet som 1998 ersattes av Luftlägesinformationssystem, LuLIS.
LUFOR avsåg information om fiendens flygverksamhet samt eget långsamgående flyg (mindre än 360 km/h). Det sändes med tal, ursprungligen med frekvenser strax ovanför det ordinarie rundradiobandet på långvåg, men senare övergick man till det ordinarie FM P2-nätet + Försvarsmaktens kompletteringssändare i de fall de ordinarie P2-sändarna hade dålig täckning.
LUFOR-informationen kunde vara värdefull även för andra än det militära försvaret, men civila vanliga rundradiomottagare hos allmänheten klarade ofta inte de speciella långvågsfrekvenserna. Man uppmuntrade därför industrin att tillverka speciella rundradiomottagare med utsträckt långvågsband. Sådana mottagare hade en särskild märkning, antingen med ordet LUFOR, eller bara L på stationsskalan eller med Civilförsvarets vapensköld (ett silverne andreaskors på blå botten).
Utsändningen selekterades till flygföretag inom 10 – 15 mils avstånd från ett luftbevakningsområde. Dessa sändare tillsammans gav en god täckning över hela Sverige.
Utöver meddelanden om flygföretag kunde information om luftlandsättningar, radioaktivt nedfall o d sändas.
Lägesangivelser ges enligt GEOREF-systemet och med referenspunkter angivna på speciella småskaliga LUFOR-kartor. Hela landet täcks sålunda av ett mindre antal LUFOR-kartor.
Sändningarna skedde som monosignal, eftersom detta klarar sig med mindre signalstyrka än stereoljud. LUFOR kunde sålunda tas emot även av mottagare som var konstruerade enbart för monosignaler.
För utbildning och under övningar i fredstid sändes ej LUFOR över det allmänna P2-nätet, utan i stället över temporära stationer intill övningsområdet och på särskilda frekvenser i FM-bandet för rundradio.
LUFOR sänds kontinuerligt så länge flygverksamhet pågår inom bevakningsområdet. När ingen flygverksamhet pågår och då ordinarie P2-program har uppehåll, sänds i stället pausmusik som kontroll på att förbindelsen till LUFOR-sändarna är intakt.
För ändamålet har Försvarsmakten tagit fram en serie om fyra CD med blandad musik. Vid urvalet av musikstycken har man strävat efter att välja musik som kan kallas "tidlös".
De fyra skivorna finns inladdade i ett spelmagasin där de olika musikstyckena väljs automatiskt och slumpvis.

## Pausmusiken

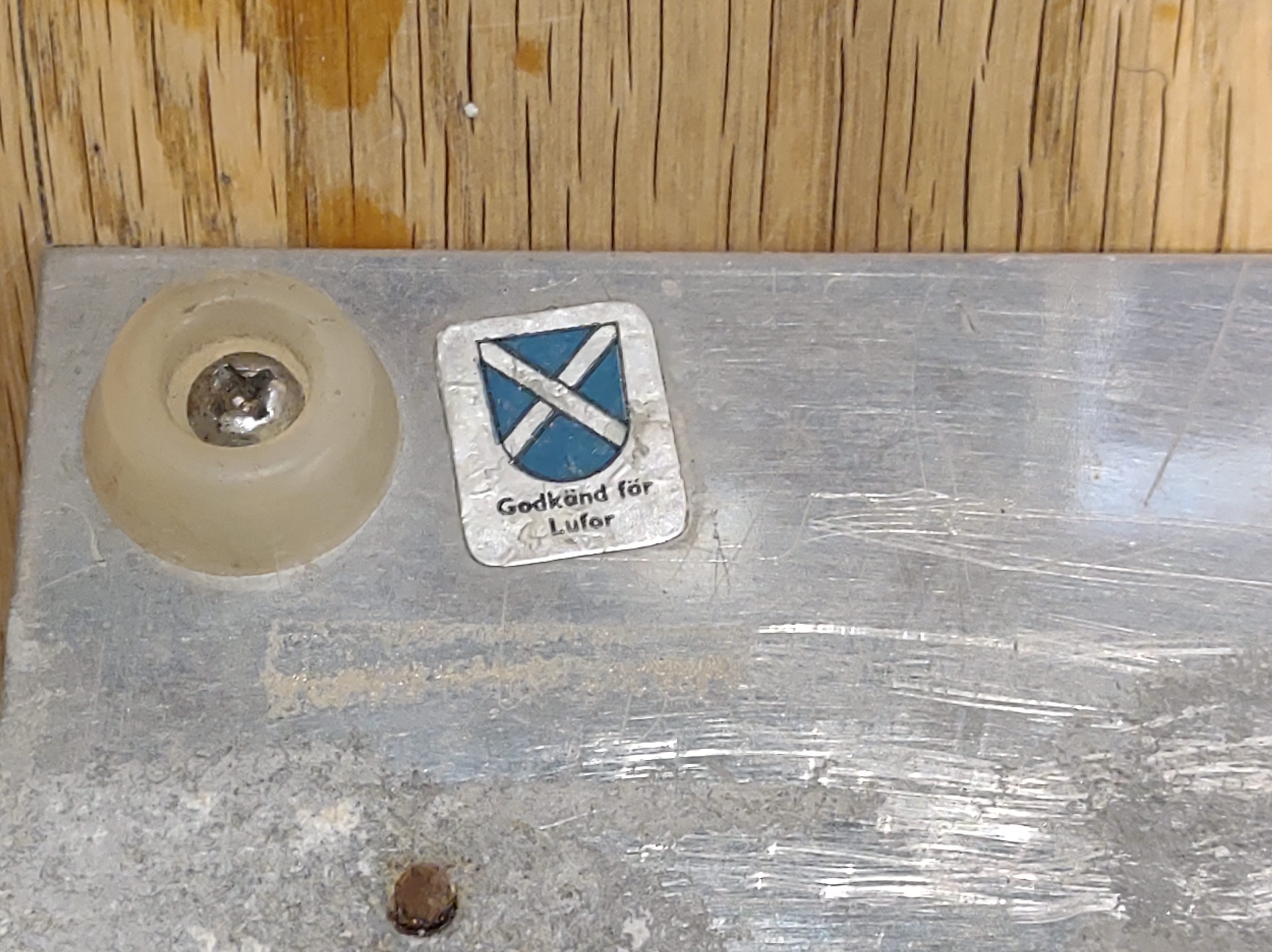
Etikett med information om Lufor, i batterifacket på en Radiola radiomottagare

Följande innehållslista exemplifierar vad man ansett vara "tidlöst".
| Artist                                                   | Titel | Ursprungs-CD                   | Längd (m:ss) |
| -------------------------------------------------------- | --- | ------------------------------ | ------------ |
|                                                          | |                                |              |
| Putte Wickman                                            | No More Blues | Bundas do Brasil               | 3:52         |
| Paul Roberts                                             | The Goodlife | City without Walls             | 4:34         |
| Björn J:son Lindh                                        | Off Shore - Västlig bris                                                                                            | Atlantis                       | 3:22         |
| Sir Douglas Quintet (Louie Ortega)                       | County Line | Spotlight Sir Douglas Quintet  | 3:48         |
| GO (Erlend G Balsvik)                                    | I Don't Believe in Magic                                                                                            | Voices of Our Fantasy          | 4:11         |
| The Inmates (Daniels och Thompson)                       | Turn Back the Hands of Time                                                                                         | Fast Forward                   | 3:04         |
| Richard Häger (Norell och Häger)                         | Kvinna och man | Rchard Häger                   | 3:25         |
| Rune Gustafsson Neal Hefti                               | After Supper | String Along With Basie        | 3:29         |
| Michael Urbaniac (M Urbamiak och Matthew Radziejewski)   | Immigants Song | Songs for Poland               | 5:23         |
| Jerry Williams (R Harwood och N Jenkins)                 | Smart Side of Town                                                                                                  | Spotlight Jerry Williams       |              |
| Sophisticated Ladies (Benny Andersson och Björn Ulvaeus) | Mio My Mio | Sophisticated Ladies           | 3:47         |
| The Everly Brothers (Don Everly)                         | I Kissed You | Spotlight the Everley Brothers | 2:23         |
| Jean Paul Wall                                           | Ingenting | Jean-Paul Wall                 | 3:36         |
| Tommy Körberg                                            | Sol och regn - Fire and Rain (James Taylor och Patrice Hellberg)                                                    | Spotlight Tommy Körberg        | 3:23         |
| Hotel Hunger (Hotel Hunger och Jimmy Jorgensen)          | Bad Boy | This Is Where the Fun Starts   | 3:54         |
| Elisabeth Andreasson                                     | Kylig natt - Looks Like It Gonna Rain Today Musik: B J Walker Jr / Even Stevens / J D Souther Text: Stefan Lagström | Elisabeth                      | 3:14         |

──────────

a) Försvarets materielnummer
Ett LUFOR-meddelande inleds med en igenkänningssignal (IK) given som en kombination av korta och långa signaler enligt bokstäver i morsealfabetet i 40-takt (40 tecken/minut). Detta är en långsam takt, som efter minimal övning lätt kan igenkännas även av den som inte är telegrafistutbildad. Samma takt används f ö av radiofyrar för flyg och sjöfart. Som utfyllnad mellan meddelandena sänds antingen ordinarie P2-program eller pausmusik, som var tredje minut avbryts av IK-signalen.